# Erdmann Ehrhardt
Erdmann Gottlob Ehrhardt (* 20. Juni 1811 in Oettersdorf; † 19. September 1884 ebenda) war ein deutscher Gutsbesitzer und Politiker.

## Leben
Ehrhardt war der Sohn des Gutsbesitzers Johann Erdmann Ehrhardt in Oettersdorf und dessen Ehefrau Friedericke geborene Göller. Ehrhardt, der evangelisch-lutherischer Konfession war, heiratete am 29. Januar 1835 in Oettersdorf Johanne Christiane Lenzer (* 25. Februar 1815; † 26. Januar 1848 in Pörmitz), die Tochter der Hanne Lenzer in Pörmitz.
Ehrhardt war 1835 bis 1848 Bauer, Gerichtsschöppe und Einwohner in Pörnitz. 1848 erwarb er ein Gut Oettersdorf und wurde im gleichen Jahr als Bürgermeister in Oettersdorf gewählt.
Vom 20. Juli 1856 bis 1857 war er Mitglied im Landtag Reuß jüngerer Linie.